# Nortec
Nortec (en kombination av spanska ordet norteño och techno) är en elektronisk musikgenre från Tijuana som blev känd 2001. Nortecmusik kännetecknas av så kallade hard beats och sampling från mexikanska folksånger som Banda sinaloense och Norteño - mexikanska trumpeter är ett speciellt särdrag i denna musik.
1999 experimenterade Pepe Mogt med både norteñomusik och techno. Resultat blev Nortec. Det är en stil han själv uppfann men som han delade med sig av till andra likasinnade. Det i sin tur blev så småningom till Nortec Collective.
Tack vare läget vid USA:s sydgräns och närheten till Los Angeles och San Diego är Tijuanas musikliv starkt påverkat av gränsen samt amerikanska och europeiska musikstilar.